# Važa Margvelašvili
Važa Margvelašvili (gruz. ვაჟა მარგველაშვილი; Berdzenauli, 3. listopada 1993.) gruzijski je džudist. Natječe se u polulakoj kategoriji do 66 kilograma. Važa je osvajač mnogih odličja s više važnih natjecanja u džudu. Najveći rezultat karijere mu je osvajanje brončanog odličja na Olimpijskom igrama u Tokiju, te naslova europskog prvaka u Kazanju 2016., i bronce na Svjetskom prvenstvu održanom 2017. godine u Budimpešti.
167 cm visoki Važa, do kraja 2013. godine borio se u kategoriji do 60 kg. Godine 2012. bio je viceprvak Europe na prvenstvu do 20 godina. Krajem iste godine osvaja naslov prvaka Gruzije. Od 2014. godine bori se u kategoriji do 66 kg. Već te, iste, godine osvaja naslov prvaka Gruzije. Dvije godine kasnije, osvaja europski naslov. Na Olimpijskim igrama u Rio de Janeiru izgubio je već u prvom kolu. Godine 2017. osvaja broncu na svjetskom prvenstvu u Budimpešti. Iako je već do tada dokazao da je svjetska klasa, počinje nizati brojne uspjehe na IJF World Mastersima, Grand Prixovima i Grand Slamovima. Na tim natjecanjima osvojio je ukupno šesnaest odličja, od čega pet zlatnih.
Na Europskom prvenstvu u Lisabonu 2021. godine, u finalu je morao priznati primat Talijanu Manuelu Lombardu i zadovoljiti se naslovom viceprvaka Europe.

## Vanjske poveznice
- Profil Važe Margvelašvilija na službenoj stranici Međunarodnog judo saveza